# Кварцовий резонатор

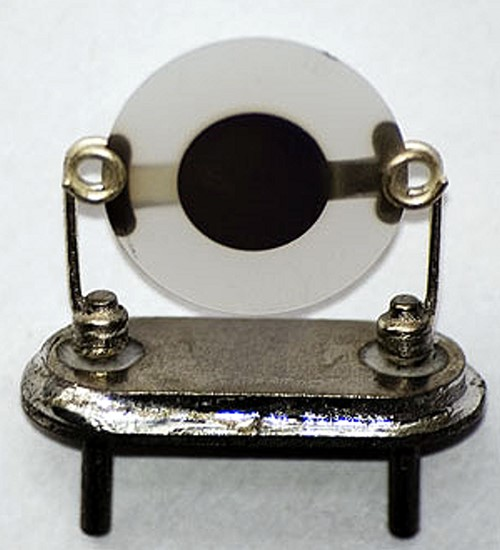
Кварцовий резонатор на кристалоносії

Позначення кварцового резонатора на принциповій електричній схемі

Кварцовий резонатор — п'єзоелектричний резонатор, основною складовою частиною якого є кристалічний елемент з кварцу.
Замість кварца часто використовують і інші п'єзоелектрики, наприклад, кераміку (Керамічний резонатор).

## Принцип дії
На пластинку (або кільце, або брусок), вирізану з кристалу кварцу належним чином, наносять 2 і більше електродів — провідних смужок.
Пластинка закріплена і має власну резонансну частоту механічних коливань.
При подачі напруги на електроди завдяки п'єзоелектричному ефекту виникає згин, стискання або зсув в залежності від того, яким чином вирізали пластину (або кільце, або брусок).
Пластинка, яка коливається,  утворює в зовнішньому колі проти-ЕРС, що можна розглядати як явище, еквівалентне роботі котушки індуктивності в коливальному контурі.
Якщо частота напруги, що подається,  близька до частоти власних механічних коливань пластинки, затрати енергії на підтримку коливань пластинки будуть набагато нижчі, ніж за великої  різниці частот. Це теж відповідає поведінці коливального контуру.

### Еквівалентна схема
C0 — власна ємність кристала.

Умовне позначення кварцового резонатора (зверху) і його еквівалентна схема (внизу)

C1, L1 — еквівалентна ємність та індуктивність механічної коливальної системи резонатора.
R1 — еквівалентний опір втрат механічної коливальної системи.

## Історія

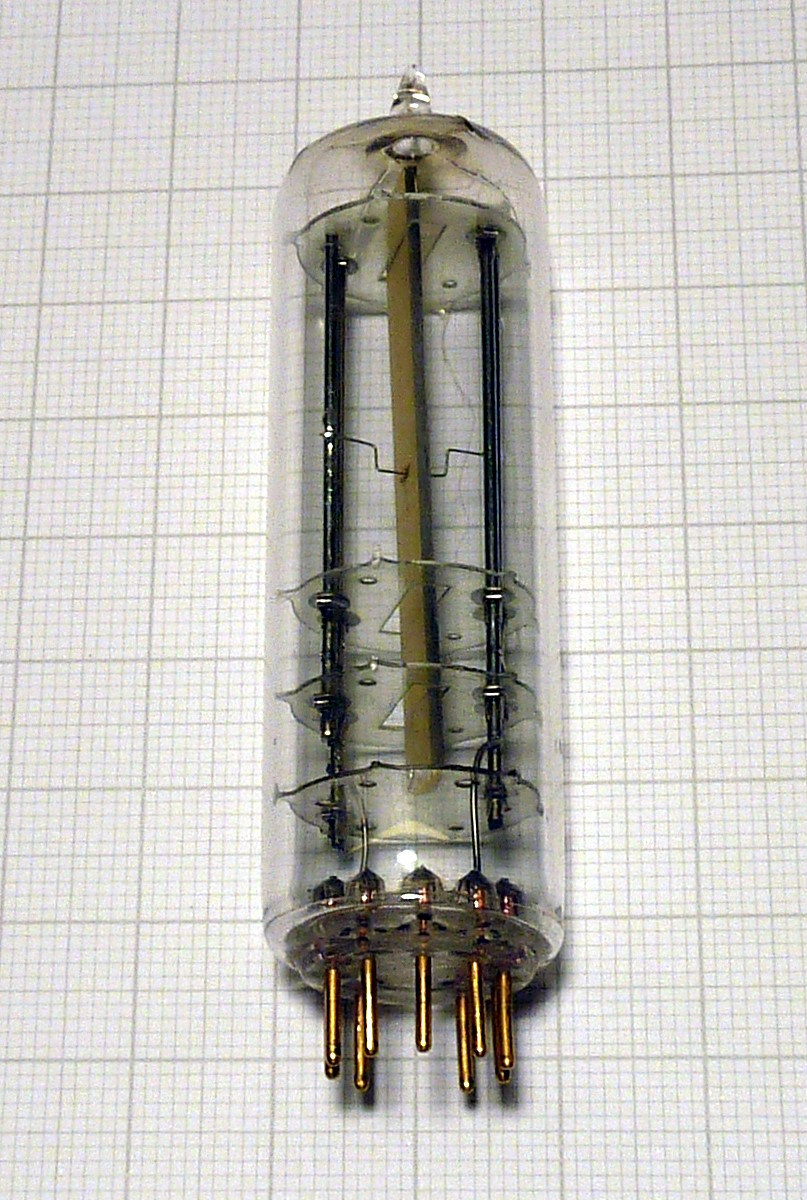
Кварцовий резонатор в герметичному скляному корпусі пальчикового безцокольного виконання

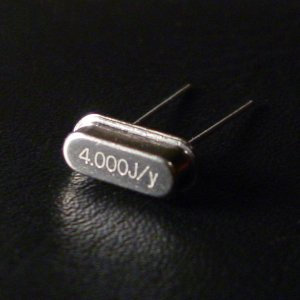
Резонатор на 4 МГц в мініатюрному металевому герметичному корпусі HC-49/US

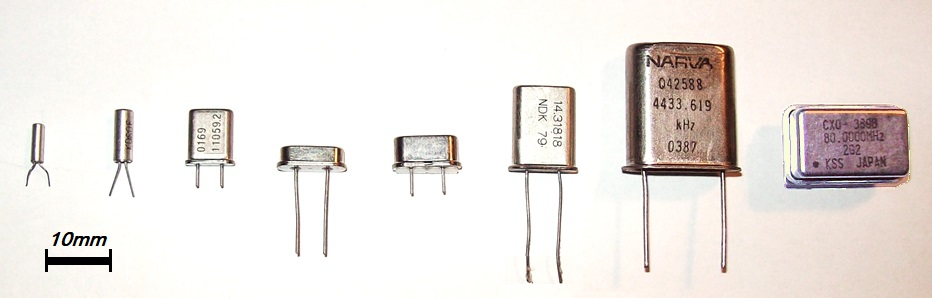
Металеві корпуси різних розмірів

П'єзоелектричний ефект був  відкритий братами Жаком і П'єром Кюрі у 1880 році. Поль Ланжевен вперше використав цей ефект в годинниковому резонаторі гідролокатора перед першою світовою війною. Перший кристальний резонатор, на сегнетовій солі, був виготовлений в 1917 році і запатентований в 1918 р. Александром М. Ніколсоном (Alexander M. Nicholson) з компанії Bell Labs, хоч це заперечувалось Волтером Ґайтоном Кейді (Walter Guyton Cady), який створив кварцовий резонатор в 1921 році. Деякі покращення в кварцові резонатори вводились пізніше Люїсом Ессеном і Джорджем Вашингтоном Пірсом (George Washington Pierce).
Перші стабільні за частотою кварцові резонатори були розроблені в 1920 — 30-х роках. З 1926 року частота кварцових резонаторів на радіостанціях використовувалась як частота-носій. В той же час стрімко виросла кількість компаній, які стали виробляти кварцові резонатори; тільки до 1939 року в США їх було випущено понад 100 000 шт.

## Застосування
Одним з найпоширеніших видів резонаторів є годинникові: їх резонансна частота складає 32768 Гц і, поділена на 15-розрядному двійковому лічильнику, дає інтервал часу в 1 секунду.
Застосовуються в генераторах з фіксованою частотою, де необхідна висока стабільність частоти.
Також використовуються в кварцових смугових фільтрах проміжної частоти супергетеродинних приймачів. Такі фільтри можуть виконуватись по драбинчастій або диференційній схемі і мають дуже високі добротність і стабільність порівняно з LC-фільтрами.
За типом корпусу кварцові резонатори можуть бути вивідними для об'ємного монтажу (стандартні і циліндричні) і для поверхневого монтажу (SMD).
Якість схеми, до якої входять кварцові резонатори, визначають такі параметри, як розкид частоти основного резонансу (відхилення частоти), стабільність частоти, навантажувальна ємність, старіння.

### Переваги перед іншими рішеннями
- Більші значення добротності (104−106) еквівалентного коливального контуру.
- Малі розміри компонента (до часток мм).
- Краща температурна стабільність.
- Більша довговічність.
- Краща  технологічність.
- Побудова якісних каскадних фільтрів без необхідності їхнього ручного юстування.

### Основні недоліки
- Обмеженість використання в системах у інтегральному виконанні;
- Дуже вузький діапазон налаштування частоти зовнішніми елементами. Практично для багатодіапазонних систем ця проблема вирішується синтезаторами частоти.